# Муайо
Муайо́ (фр. Moyaux) — коммуна во Франции, находится в регионе Нижняя Нормандия. Департамент коммуны — Кальвадос. Входит в состав кантона Лизьё 1-й кантон. Округ коммуны — Лизьё.
Код INSEE коммуны — 14460.

## Население
Население коммуны на 2010 год составляло 1354 человека.
| 1962 | 1968 | 1975 | 1982 | 1990 | 1999 | 2010 |
| ---- | ---- | ---- | ---- | ---- | ---- | ---- |
| 658  | 746  | 857  | 931  | 1185 | 1235 | 1354 |

## Экономика
В 2010 году среди 788 человек трудоспособного возраста (15—64 лет) 578 были экономически активными, 210 — неактивными (показатель активности — 73,4 %, в 1999 году было 70,3 %). Из 578 активных жителей работали 501 человек (271 мужчина и 230 женщин), безработных было 77 (38 мужчин и 39 женщин). Среди 210 неактивных 51 человек были учениками или студентами, 91 — пенсионерами, 68 были неактивными по другим причинам.